# Keukenhof

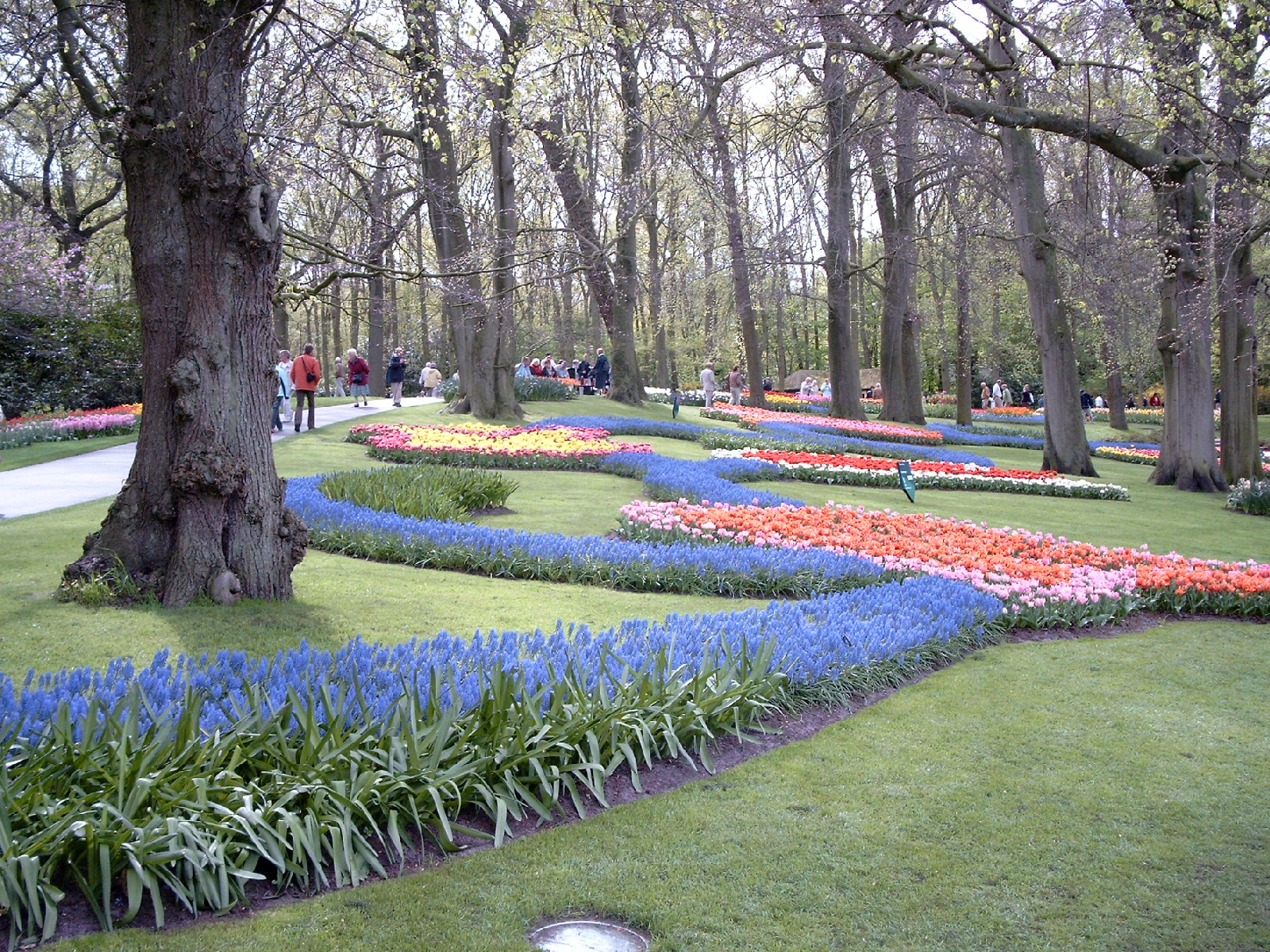
Keukenhof, april 2007

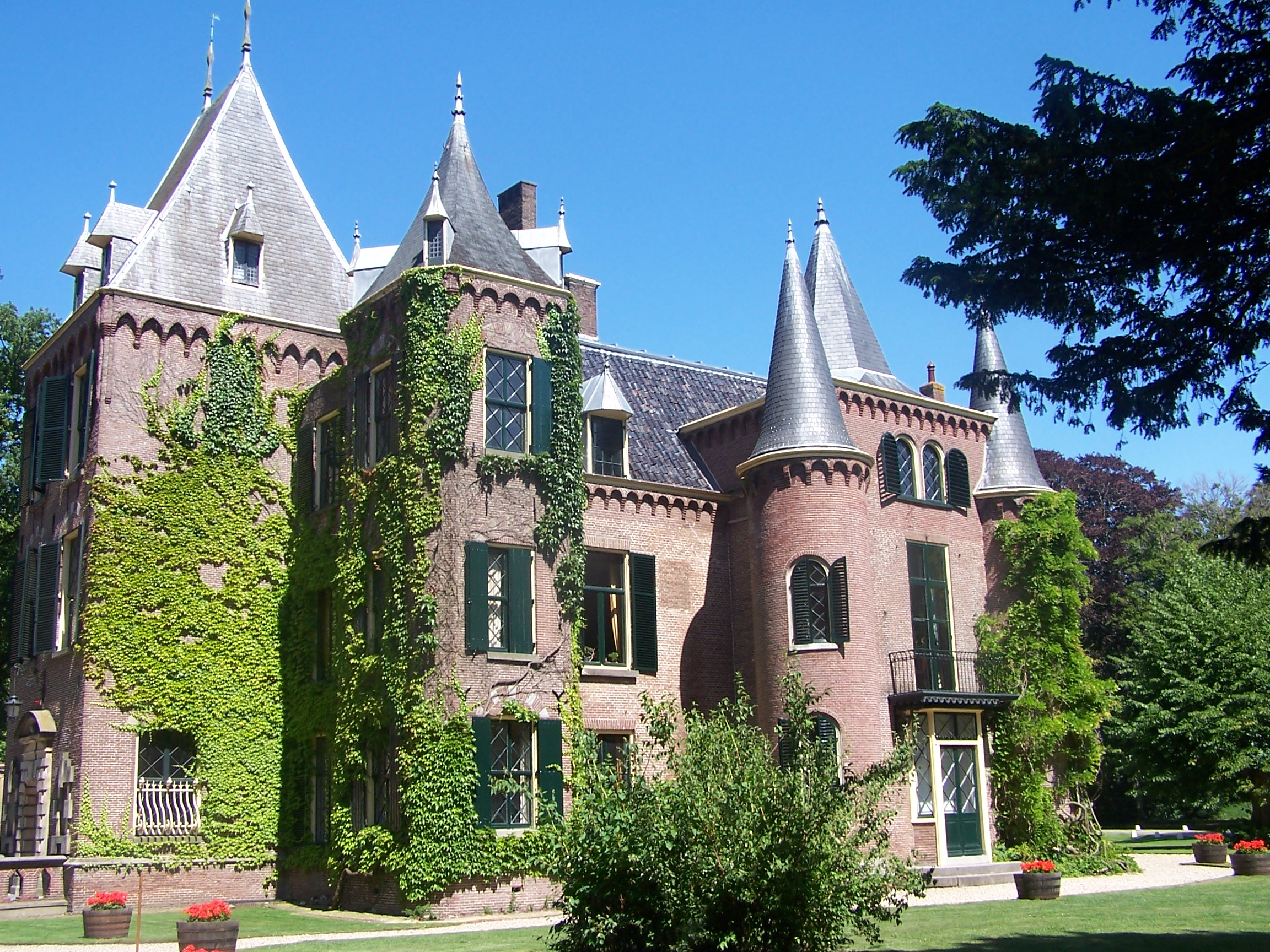
Kasteel Keukenhof

'De Keukenhof' is een bloemenpark ten noordwesten van Lisse, in de Nederlandse provincie Zuid-Holland, waar jaarlijks in het voorjaar bolgewassen van tuinbouwbedrijven uit de bollenstreek worden tentoongesteld. Het in 1949 opgerichte park is 32 hectare groot. Het is Nederlands grootste attractie met sinds 2014 - met uitzondering van de coronajaren 2020 en 2021 – een bezoekerstal van meer dan een miljoen per jaar, waarvan meer dan 75% uit het buitenland komt.

## Geschiedenis
De Keukenhof is gevestigd op een gedeelte van het landgoed van Kasteel Keukenhof. Landgoed de Keukenhof is ontstaan in 1642 toen er een landhuis werd gebouwd in het Keukenduyn van slot Teylingen. Het Keukenduyn ontleende zijn naam aan het feit dat de opbrengsten van het duingebied zoals wild, vee en allerlei kruiden en bessen bestemd waren voor de keuken van het slot Teylingen.
Latere bewoners hebben zes torens aan laten bouwen en hiermee werd het landhuis een kasteel met de naam Kasteel Keukenhof. In 1857 werd het park heringericht door de tuinarchitecten Zocher en Zn., die onder meer het Park in Rotterdam (1852) en het Vondelpark in Amsterdam (1864) ontwierpen.
In 1949 werd op het noordelijke deel van het landgoed een bloemententoonstelling ingericht, op initiatief van de toenmalige burgemeester van Lisse, W.J.H. Lambooij, en een tiental vooraanstaande bloembollenkwekers en onder leiding van tuinarchitect W. van der Lee (1906-1984). Hij maakte de eerste tekeningen voor de bloembollententoonstelling in de Keukenhof. Kort na de opening in 1950 werd hij aangesteld als directeur. In 1957 werd op het terrein de Keukenhofmolen geplaatst. In 1958 werd Van der Lee samen met Carl van Empelen gevraagd om mee te denken over de plannen in Amerika. Het ging om de realisatie van het Sterling Forest Gardens. Het werd een ¨broertje¨ van Keukenhof waar Prinses Beatrix in 1959 de eerste bloembol plant. Voor zijn vakkundigheid in de opbouw van de Keukenhof werd Van der Lee op 29 april 1969 benoemd tot Ridder in de Orde van Oranje-Nassau. Van der Lee bleef aan als directeur tot 1975.
Na het overlijden van de laatste kasteelheer van het Landgoed Keukenhof, graaf J.C.E. van Lynden, in augustus 2003, is de stichting Kasteel Keukenhof door Van Lynden verantwoordelijk gemaakt voor de instandhouding en exploitatie van het landgoed dat bestaat uit meer dan 230 hectare grond waarop 18 rijksmonumenten staan. In 2016 fuseerde de Bloemententoonstelling met Kasteel Keukenhof en werd de Stichting Graaf Carel van Lynden opgericht. Deze stichting heeft een 100% belang in Keukenhof BV. Keukenhof BV voert namens de stichting de exploitatie van landgoed Keukenhof, met alle activiteiten die daarbij horen. Op hoofdlijnen zijn dat drie clusters:
- De bloemententoonstelling die 8 weken in het voorjaar geopend is met als missie het internationale en zelfstandige showvenster zijn van de Nederlandse sierteelt- en plantensector, met de nadruk op bolbloemen.
- Kasteel Keukenhof, met activiteiten zoals: rondleidingen, museale functie, beeldententoonstelling, kinderboerderij, bruiloften en partijen en evenementen op het terrein.
- Het beheer van Landgoed Keukenhof, waaronder bos- en terreinonderhoud, gebouwenonderhoud, verpachting van gebouwen en gronden.

In 2020 en 2021 bleef het park gesloten vanwege de maatregelen in verband met de coronapandemie. In 2021 was het park slechts zes dagen geopend als onderdeel van Testen voor Toegang. In deze jaren werd de Keukenhof in de periode dat deze open zou zijn live gestreamd via sociale media, zodat mensen de bloemenpracht thuis konden bekijken. In 2022 kon het park weer helemaal open.

## Inrichting
De bloembollen worden in drie maanden (oktober t/m december) geplant door veertig tuinlieden. Om te anticiperen op de grillige zachtere winters worden er anno 2020 circa 30% meer bollen aangeplant dan voorheen. Er zijn meer dan zeven miljoen krokussen, narcissen, tulpen, hyacinten, lelies en andere bolgewassen te zien.

## Activiteiten
Er worden rondleidingen gegeven  het park. Met een fluisterboot is het mogelijk een vaartochtje te maken. 
In meerdere paviljoens zijn snij- en potplanten te zien en in twee winkels kunnen bloembollen worden gekocht.
Bloemencorso Bollenstreek dat begint in Noordwijk en eindigt in Haarlem komt ieder jaar langs de Keukenhof. Op het terrein van Kasteel Keukenhof worden evenementen georganiseerd zoals het festival Castlefest en een kerstmarkt.

## Toerisme

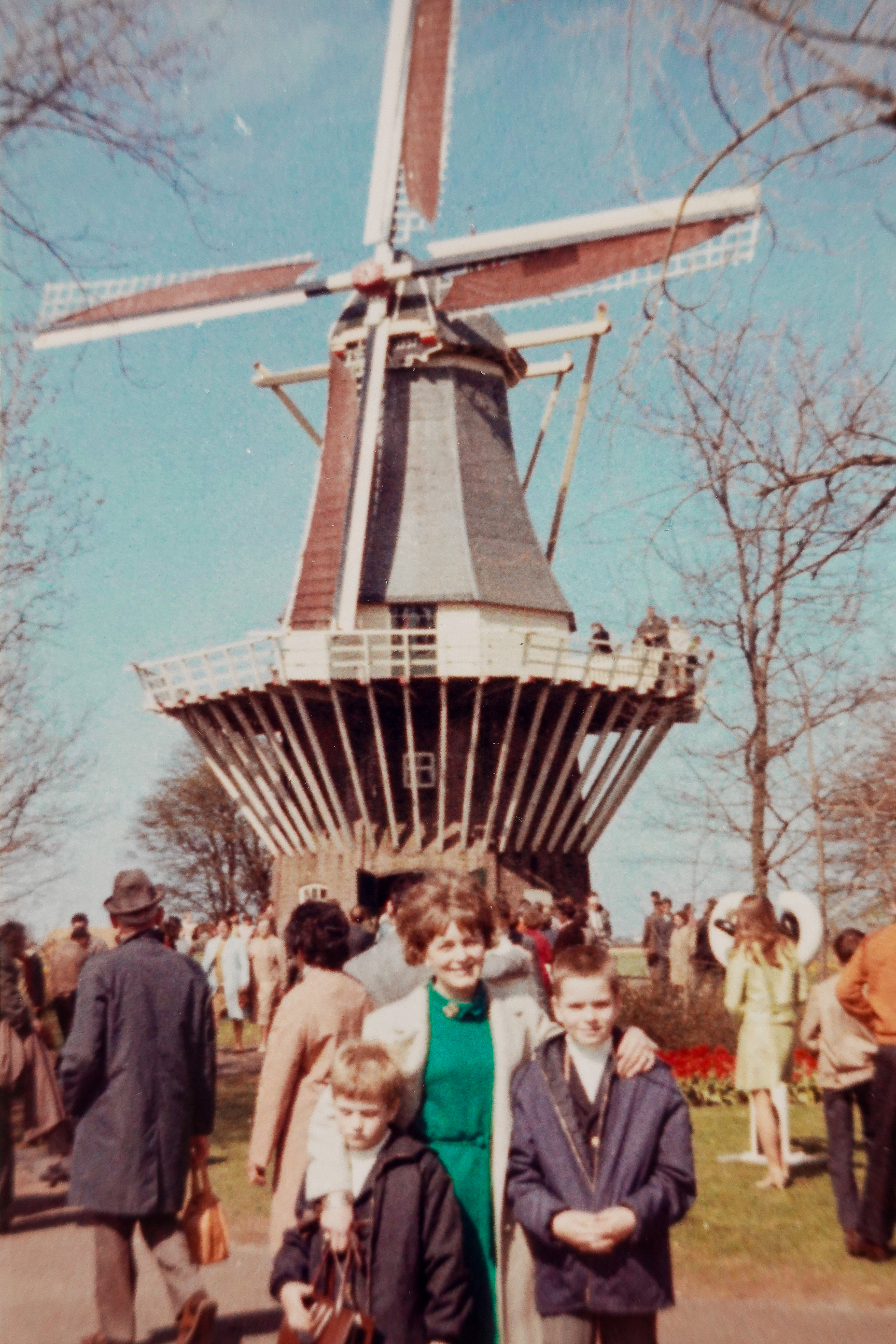
Duitse familie bezoekt de Keukenhof-molen in 1969.

De Keukenhof is een van de grootste publiekstrekkers van Nederland en circa 75% van de bezoekers komt uit het buitenland. In twee maanden worden jaarlijks anderhalf miljoen bezoekers getrokken. Twintig procent van de bezoekers komt uit Nederland, 40 procent uit Europa. Verder zijn er gasten uit de Verenigde Staten, Azië en Rusland.

### Bezoekersaantallen
- 2008: 835.000 bezoekers
- 2009: 850.000 bezoekers
- 2010: 800.000 bezoekers
- 2011: 900.000 bezoekers
- 2012: 875.000 bezoekers
- 2013: 850.000 bezoekers
- 2014: 1.000.000 bezoekers[5]
- 2015: 1.175.000 bezoekers[6]
- 2016: 1.100.000 bezoekers[7]
- 2017: 1.400.000 bezoekers[8]
- 2018: 1.400.000 bezoekers[9]
- 2019: 1.540.000 bezoekers[10]
- 2020: 0 bezoekers
- 2021: 27.000 bezoekers[2]
- 2022: 1.100.000 bezoekers[11]
- 2023: 1.400.000 bezoekers[12]
- 2024: ruim 1,4 miljoen bezoekers[13]